# وست ویستا
وست ویستا (به لاتین: West Vista) یک ساختمان در اندونزی است که در Jalan Lingkar Luar No.8, Duri Kosambi, Cengkareng , Jakarta, Indonesia واقع شده‌است.